# Monika Dusong
Monika Dusong (* 1. September 1945 in Basel) ist eine Politikerin der Sozialdemokratischen Partei im Schweizer Kanton Neuenburg.
Sie war ab 1975 im Stadtrat von Hauterive und 1984–92 in demjenigen von Neuchâtel, den sie 1996/97 auch präsidierte. Sie war vom 23. April 1997 bis zum 30. Mai 2005 im Staatsrat.
| Personendaten    | Personendaten              |
| ---------------- | -------------------------- |
| NAME             | Dusong, Monika             |
| KURZBESCHREIBUNG | Schweizer Politikerin (SP) |
| GEBURTSDATUM     | 1. September 1945          |
| GEBURTSORT       | Basel                      |